# Lhommeia aediphlebia
Lhommeia aediphlebia is een vlinder uit de familie spanners (Geometridae). De wetenschappelijke naam van deze soort is voor het eerst geldig gepubliceerd in 1899 door Hampson.
De soort komt voor in tropisch Afrika.